# Piña de Esgueva
Pour les articles homonymes, voir Piña (homonymie).
Piña de Esgueva est une commune de la province de Valladolid dans la communauté autonome de Castille-et-León en Espagne.

## Sites et patrimoine
Les édifices les plus caractéristiques de la commune sont :
- Église Notre-Dame (Nuestra Señora).
- Chapelle San Pedro.
- Chapelle del Cristo de la Buena Muerte.

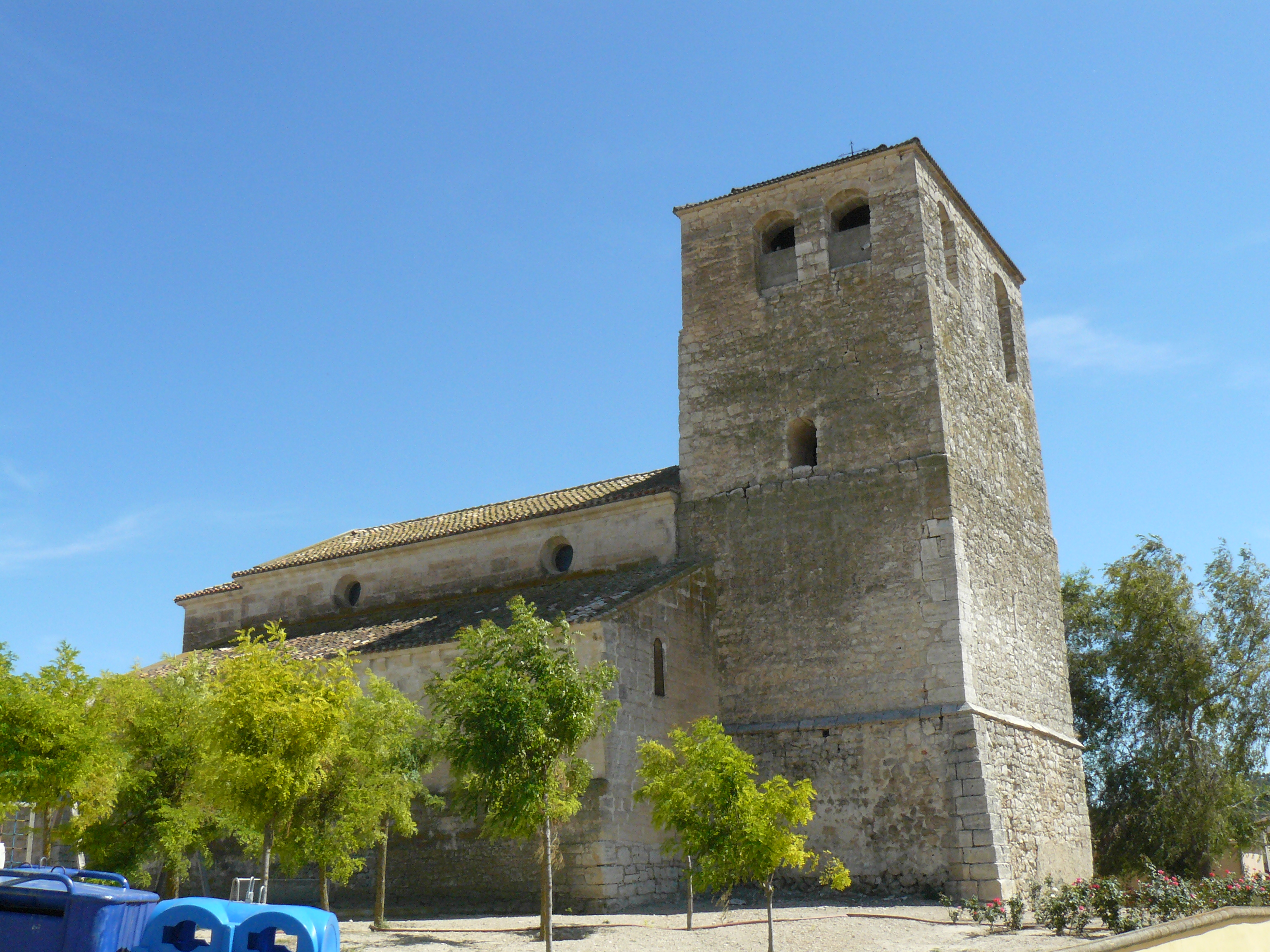
Église Notre-Dame.
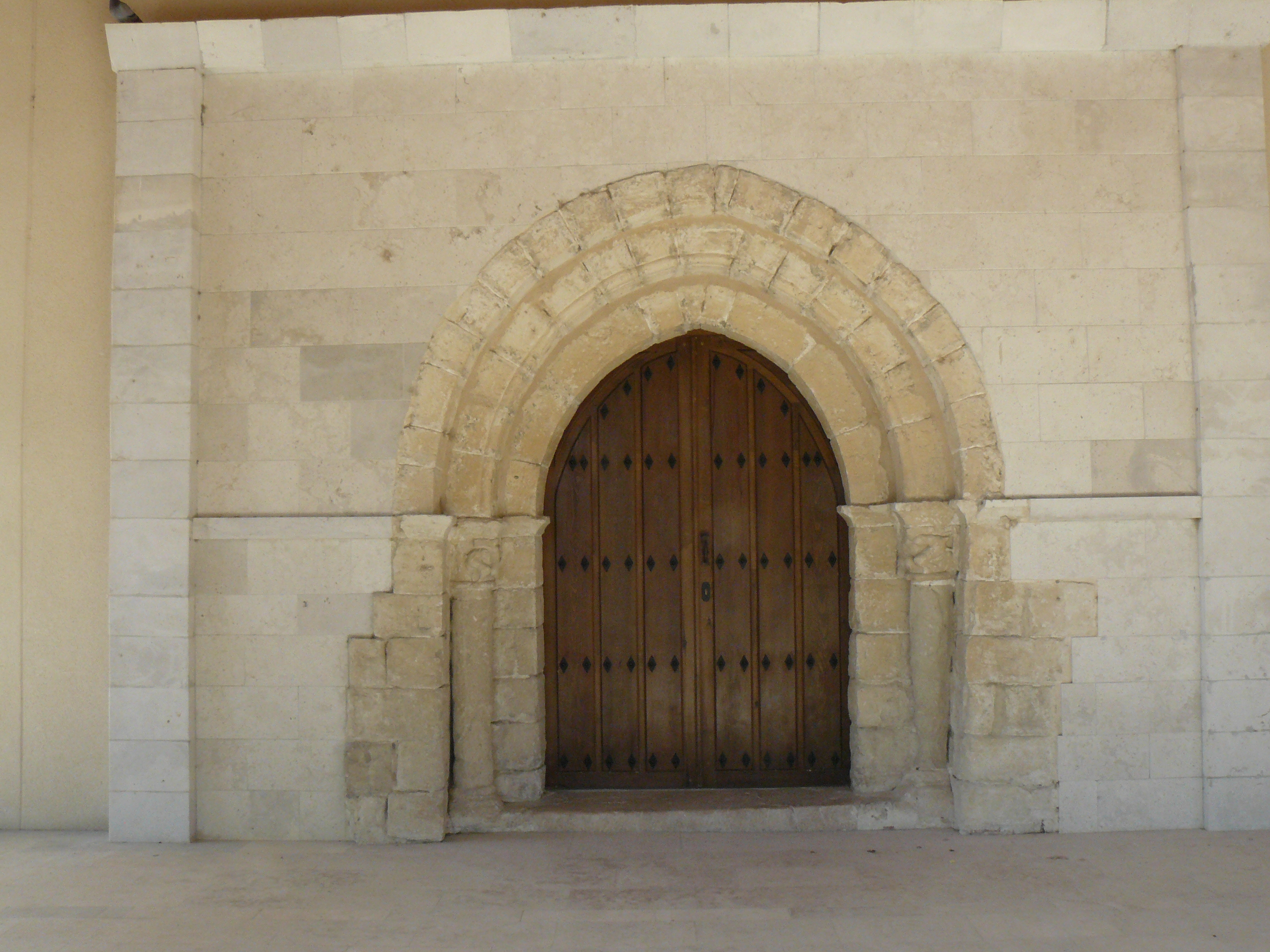
Église Notre-Dame.
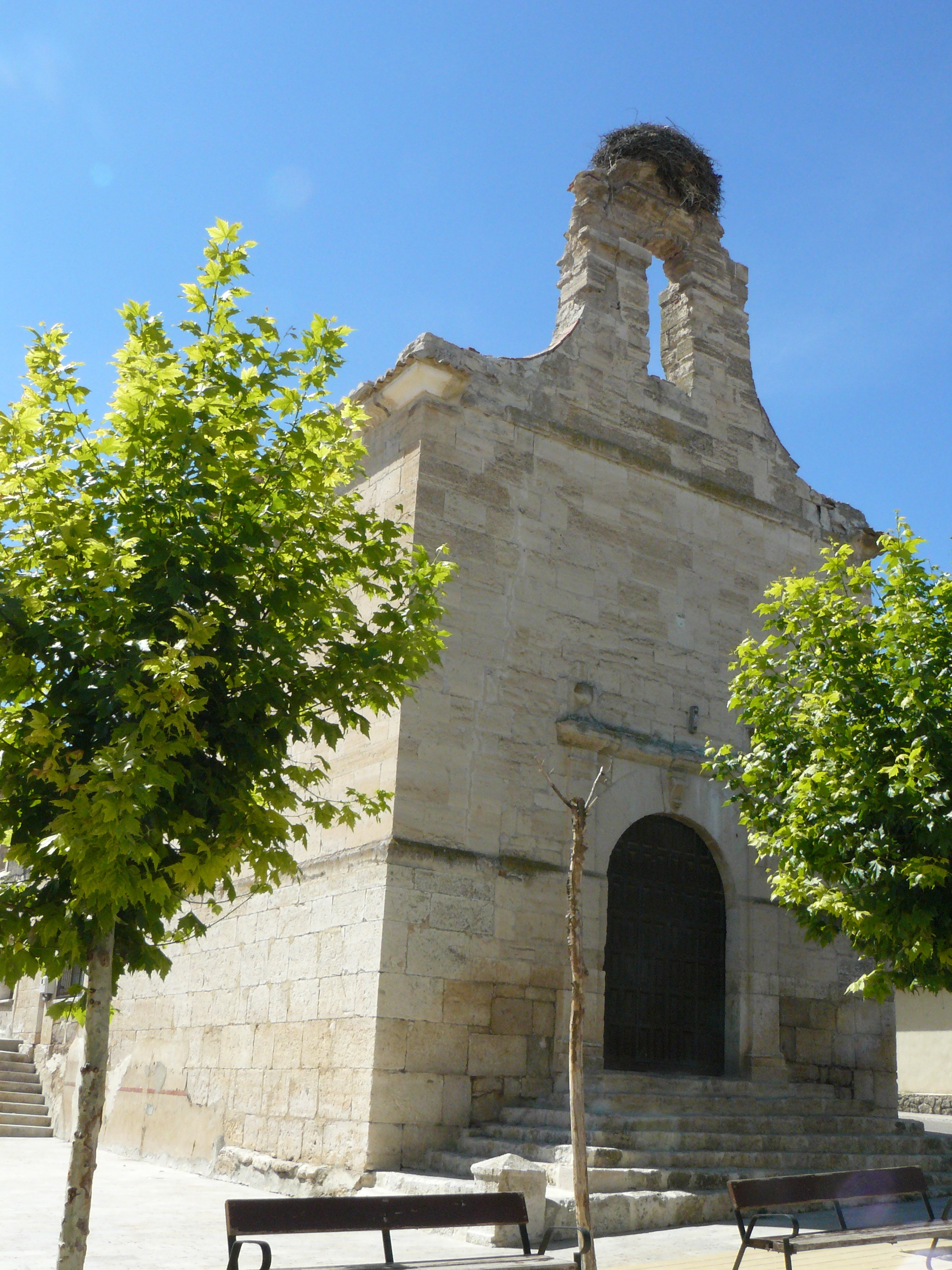
Chapelle San Pedro.
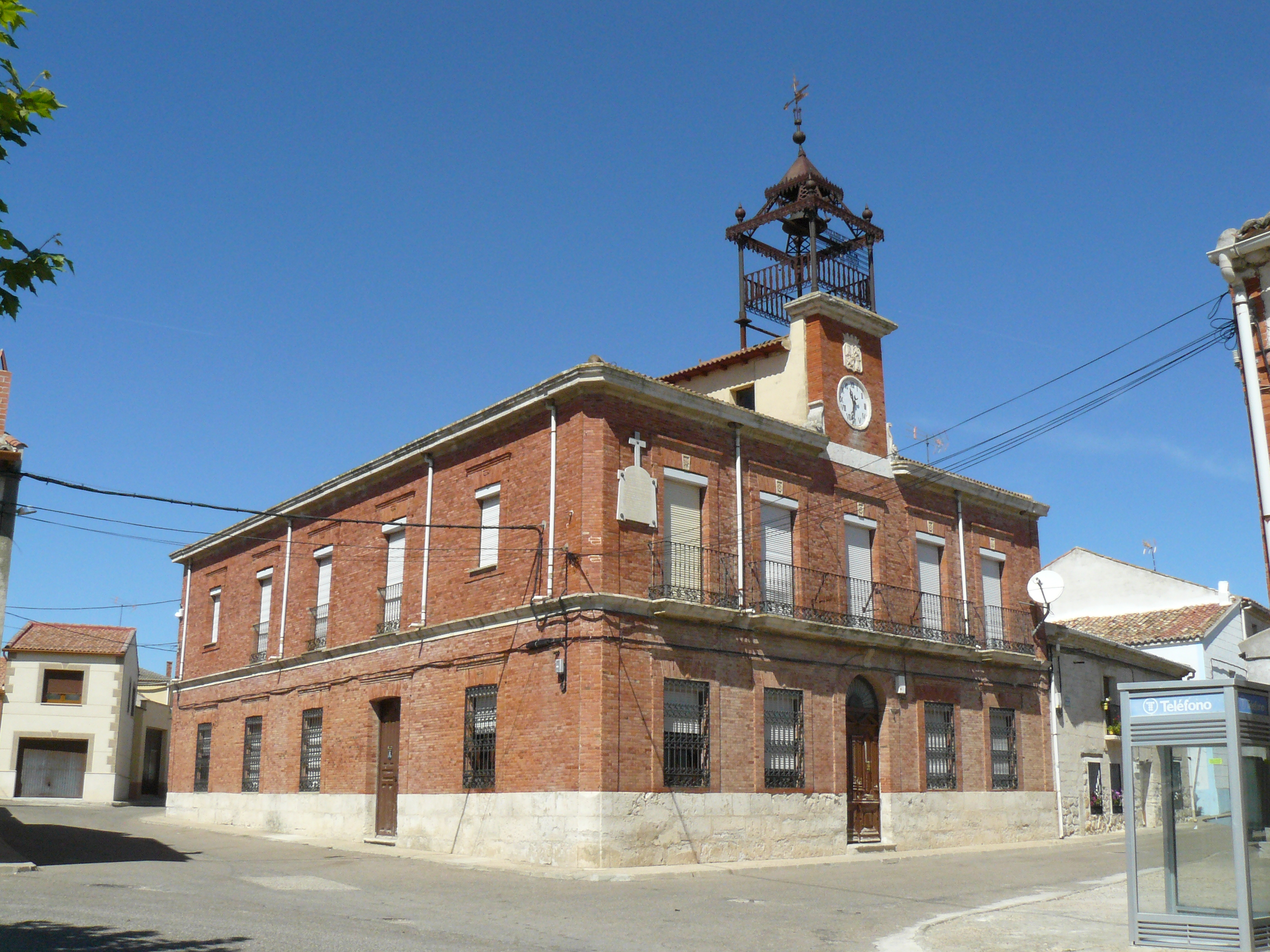